# Catherine Littlefield Greene
Catharine Littlefield "Caty" Greene Miller (Rhode Island, Block Island, 17 de febrer de 1755 - Cumberland Island, Geòrgia, 2 de setembre de 1814) va ser una inventora americana, la dona del general de la Revolució americana Nathanael Greene, relacionada amb l'inventor Eli Whitney.
Catharine Littlefield va néixer el 17 de febrer de 1755, a la costa del comtat de Washington, Rhode Island, a Block Island, on la seva família s'havia instal·lat en els anys 1660. A partir de 1772, va ser festejada per Nathanael Greene, un company de Rhode Island bastant més gran que ella. La parella es va casar el juliol de 1774, però menys d'un any després Greene va ser cridat a la guerra. Catharine Greene encara no s'havia assentat en una vida còmoda amb el seu marit, la seva casa a Coventry, Rhode Island, que encara no havia estat completament moblada. Amb la seva participació en la guerra, es va veure obligada a assumir el paper de cap de família. El 1786, el general Nathanael Greene va morir de sobte, possiblement d'una insolació, als quaranta-quatre anys. Greene va decidir romandre a Geòrgia. La plantació encara no era un èxit financer, però cap a 1788, amb l'ajut del nou gerent de plantacions, l'antic tutor Phineas Miller, Mulberry Grove va continuar amb el negoci.
Va treballar en la investigació de la producció de cotó; inventà la màquina per desgranar el cotó anomenada desmotadora (cotton gin en anglès), que va facilitar el procés de filatura i va augmentar considerablement les quantitats de cotó tractat. Va ser patentada per Eli Withney, el seu segon marit, que en la majoria dels casos se'n va assignar l'autoria.